# Цыганская любовь (оперетта)
«Цыганская любовь» (нем. Zigeunerliebe) — оперетта в трёх актах австро-венгерского композитора Франца Легара. Авторы либретто: Альфред Вильнер, Роберт Боданцки. Это произведение открыло в творчестве Легара серию произведений, которые он назвал «романтическими опереттами»; их музыкальный стиль и сюжет заметно отличались от традиционных шаблонов этого жанра — в частности, часто отсутствовал счастливый конец. Музыка оперетты «Цыганская любовь» отличается яркой выразительностью, многоцветием и почти оперным драматизмом, хотя сохраняет характерную для Легара проникновенную лиричность; в ней также ощущается венгерский и цыганский национальный колорит.
Впервые оперетта была поставлена 8 января 1910 года в венском театре Carltheater. Из музыки к этой оперетте особую популярность получили и часто исполняются в наши дни романс Ионеля «Zorika, Zorika, kehre zurück» и чардаш Илоны «Hör' ich Cymbalklänge».

## Основные действующие лица
| Персонаж                                                          | Имя в оригинале     | Голос                 |
| ----------------------------------------------------------------- | ------------------- | --------------------- |
| Йожи, цыган-скрипач; в русском переводе часто называется «Сандор» | Józsi               | тенор; иногда баритон |
| Зорика                                                            | Zorika              | сопрано               |
| Ионель Болеску                                                    | Jonel Bolescu       | тенор                 |
| Петер Драготин, отец Зорики, помещик (трансильванский боярин)     | Peter Dragotin      | баритон               |
| Илона                                                             | Ilona von Köröshàza | сопрано               |
| Каэтан Димитриану                                                 | Kajetán Dimitreanu  | тенор                 |
| Иоланта, племянница Драготина                                     | Jolán               | сопрано               |

## Сюжет
Действие происходит на берегу реки Чиерны. Цыган Йожи добивается сердца Зорики, романтически настроенной дочери местного помещика, боярина Драготина. Однако Зорика растеряна - она уже помолвлена с влюблённым в неё Ионелем и готовится к обручению с ним. Когда жених по обычаю должен получить от неё ветку дикой розы, Зорика бросает его в реку и просит отложить свадьбу.
Ночью Зорика, вспомнив древнее поверье, выпивает воды из Чиерны, и видит в вещем сне своё будущее. Она сбежала с Йожи из родного дома, ведёт нищенскую кочевую жизнь, часто ссорится с грубым и упрямым мужем. В конце концов Йожи изменяет ей с очаровательной графиней Илоной. 
Проснувшись, Зорика отбрасывает колебания и даёт согласие на свадьбу с Ионелем.

## Основные музыкальные номера
1. Увертюра
2. Вступление и выход Зорики (Heissa, heissa!)
3. Дуэт Зорики и Йожи (So sprach noch niemals ein Mann zu mir)
4. Ансамбль и чардаш (Se traska, liebe Gäste')
5. Терцет Илоны, Иоланды и Каэтана (Zuerst sucht man Gelegenheit)
6. Финал I акта (Da habt Ihr nun den Mund voller Pracht)
7. Сцена и песня (Kutya lánczos)
8. Цыгaнский марш
9. Дуэт Зорики и Йожи (War einst ein Mädel)
10. Дуэт Илоны и Драготина (Ich weiß ein Rezept, ja ganz famos)
11. Дуэт Иоланды и Каэтана (Liebes Männchen folge mir)
12. Дуэт Илоны и Йожи (Ha ha ha ha! Das fin ich köstlich!)
13. Дуэт Зорики и Ионеля (Laß dich bezaubern)
14. Финал II акта (Vorwärts Mädeln, rührt die Hände!)
15. Вальс-интермеццо
16. Романс Ионеля, повторно (Gib mir das Zweiglein)
17. Марш-терцет Иоланды, Каэтана и Драготина (Lieber Onkel hör mich nur an)
18. Терцет (Józsi, diese Damen, die wüßten gar gern)
19. Чардаш Илоны (Hör' ich Zimbalklänge)
20. Финал